# Krsto Odak
Krsto Odak — оркестр тамбурашів із Хорватії, що базується у місті Дрниш. Заснований 1975 року, продовжуючи традиції оркестрів тамбурашів, що існували в цьому місті ще з 1897 року. Колектив налічує 30 музикантів і є постійним учасником Фестивалю тамбураської музики в Осієку. Керівником оркестру є Мілка Томич, володар премії «Золота тамбуриця».